# Banitsa (distrikt i Bulgarien)
Banitsa (bulgariska: Баница) är ett distrikt i Bulgarien.   Det ligger i kommunen Obsjtina Vratsa och regionen Vratsa, i den nordvästra delen av landet, 80 kilometer norr om huvudstaden Sofia.
Trakten runt Banitsa består till största delen av jordbruksmark. Runt Banitsa är det ganska glesbefolkat, med 47 invånare per kvadratkilometer.